# احمق (ترانه اشنیکو)
«احمق» (به انگلیسی: Stupid) ترانه‌ای از خواننده، ترانه‌سرا و رپر آمریکایی اشنیکو به‌همراهٔ رپر آمریکایی بیبی تیت می‌باشد که در ۱۲ ژوئیهٔ سال ۲۰۱۹ از سوی دیجیتال پیک‌نیک/پارلفون رکوردز منتشر گردید و در سومین ئی‌پی اشنیکو با عنوان سلام این منم قرار دارد. این ترانه در اپلیکیشن اشتراک‌گذاری ویدئو تیک‌تاک وایرال شد و در آن‌جا سلبریتی‌هایی مانند مایلی سایرس و کودی سیمپسون با این ترانه می‌رقصیدند.